# Brighton Festival
Brighton Festival je každoročně konaný festival umění v Brighton and Hove v Anglii. První ročník se konal v roce 1966. Od roku 2009 festival uváděl hostující ředitele, kterými dosud byli: Anish Kapoor (2006), Brian Eno (2010) a Aung San Suu Kyi (2011).